# バディネット
株式会社バディネット（Buddynet INC.）は、株式会社AKIBAホールディングス（東証スタンダード：6840）傘下の会社で、通信建設工事を中心とした社会インフラ構築事業を展開している会社である。各社のネットワークとICTを徹底活用した独自のメソッド「通信建設テック®」により、工事業界が直面する物価上昇や人材不足などの様々な課題を解決している。
近年は工事/保守事業において、携帯基地局建設、インターネット回線などの通信インフラ関連工事から、IoT・ロボット・EV充電設備・クラウドカメラなどの先端技術に関わる工事、再生可能エネルギー関連工事、総合土木工事まで施工対応領域を広げ、またそれをサポートするためのコンタクトセンター事業、プロジェクト支援事業、人材派遣・有料職業紹介事業、ハードウェア・ネットワーク機器開発事業と業容を拡大している。

## 子会社
- 株式会社ブランチテクノ（愛知県名古屋市と稲沢市に拠点を持つ通信建設コンサルティング関連事業）

## 免許
- 国土交通大臣許可（特-6）第29100号（土木工事業、とび・土工工事業、電気工事業、電気通信工事業）
- 国土交通大臣許可（般-6）第29100号（管工事業、舗装工事業、塗装工事業）
- 労働者派遣事業 許可番号/派13-306504号
- 職業紹介事業 許可番号/13-ユ-308341号

## 認証取得
- プライバシーマークJIS Q 15001（初回認証登録日2016年10月17日

認証登録番号10862510(04)）

## 特許出願
- 商標「通建テック」登録日 2021年9月24日（登録番号 第6446458号）
- 商標「通信建設テック」登録日 2021年9月24日（登録番号 第6446457号）